# Astral Projection
 (septembre 2009).
Si vous disposez d'ouvrages ou d'articles de référence ou si vous connaissez des sites web de qualité traitant du thème abordé ici, merci de compléter l'article en donnant les références utiles à sa vérifiabilité et en les liant à la section « Notes et références ».
Astral Projection est un duo musical israélien fondé en 1993 et composé d'Avi Nissim et de Lior Perlmutter qui produit de la Trance Goa et de la Psytrance. Membres du groupe acid house/new beat SFX (Sound Effects) avec Guy Sabbag et Yaniv Haviv entre 1989 et 1994, ils sont à l'origine d'une grande discographie, la plupart avec les labels israéliens et anglais, Phonokol et Transient, d'autres sous leur propre label Trust in Trance. Leurs morceaux de musique sortent aujourd'hui principalement chez le fameux label anglais TIP Records et le duo, bien connu du milieu underground depuis le début des années 90, se produit régulièrement à travers le monde.

## Biographie
Nés en 1971, Lior Perlmutter and Avi Nissim  sont engagés dans l'armée israélienne et c'est pendant leur permission en Inde qu'ils découvrirent la scène Trance Goa (du nom de l'État de Goa au Sud-Ouest de l'Inde qui abritait ce milieu underground électro). Imprégnés de ce style qu'ils adulent, ils quittèrent Tsahal pour se concentrer sur leur propre musique électronique basée sur des samples psychédéliques. En 1989, ils forment le groupe SFX, alors orienté acid house et new beat, et publient un hit en 1991 nommé Monster Mania, qui les pousse à commencer à travailler sur un album. Ils mettent cependant ce travail en pause pour partir tenter leur chance aux États-Unis, plus particulièrement à New York. Très vite Avi décide de rentrer chez lui en Israël, tandis que Lior reste aux États-Unis et, en 1992, publie le single JBIE à mi-chemin entre la Techno et la Trance. En 1993, alors que Lior est encore aux États-Unis, Avi fait équipe avec Yaniv Haviv et Guy Sabbag pour sortir le single Trance Goa Another World. Lior les rejoint au début de 1994 : SFX comporte alors quatre membres, et signe ses productions sur leur nouveau label Trust in Trance. Par la suite, Guy décide de quitter la formation, et les membres restants changent le nom du groupe en Astral Projection. Yaniv s'en va bientôt à son tour, ramenant Astral Projection au duo d'origine formé d'Avi et Lior.
Depuis 1993, ils auront produit une dizaine d'albums, dont Ten, sorti en 2004, signifiant leurs 10 ans d'existence et leur dixième album (d'où le titre). Avec leur style rapide, entraînant et innovant, ils ont créé des nombreux hits comme, pour n'en citer que quelques-uns : Liquid Sun, Mahadeva, People Can Fly, Searching For UFO's, Kabbale et Dancing Galaxy.

## Discographie
- 1994 : Trust in Trance 1
- 1995 : Trust in Trance 2
- 1996 : Trust in Trance 3
- 1996 : The Astral Files (Phonokol)
- 1996 : Trust In Trance (TIP Records)
- 1997 : Dancing Galaxy (Phonokol)
- 1999 : Another World (Phonokol)
- 1999 : In the Mix (Phonokol)
- 2000 : Unmixed (Transient Records)
- 2002 : Amen (Phonokol)
- 2004 : Ten (Phonokol)
- 2005 : Back To Galaxy (Phonokol)
- 2014 : Goa Classics Remixed (TIP Records)